# ブリクストン・アカデミー
ブリクストン・アカデミー（Brixton Academy）は、イギリス・ロンドン南部のブリクストンにあるコンサート会場である。現在の正式名称はO2アカデミー・ブリクストン（O2 Academy, Brixton）。

## 概要
ロンドンの非アリーナ会場としては最大のコンサート会場であり、収容人数は最大4,921人（1階スタンディング3,760人、2階席1,083人、2階スタンディング78人。オールシーティングの場合の収容人数は2,391人）である。セックス・ピストルズ、ボブ・ディラン、ローリング・ストーンズ、レディオヘッド、ザ・クラッシュ、N.E.R.D、キングス・オブ・レオン、フー・ファイターズ、コールドプレイ、ミッシー・エリオット、P!NK、R.E.M.、ピクシーズといった国内外の有名アーティストがUKツアーやヨーロッパ・ツアーの会場として使用している。1994年から12年連続でNME「ベスト会場賞」を受賞した。

## 歴史
1929年、ストックウェル・ロードのプライベートガーデンに映画館・劇場として開館し、アストリア劇場（The Astoria）と命名された。設計はトーマス・サマフォード、E・A・ストーンで、杮落し上映はアル・ジョンソン主演の「シンギング・フール」であった。アール・デコ調の内装やプロセニアム・アーチは開館当時からあるもので、現在でもこの会場を特徴付けている。
「アストリア」は1972年に閉館し、ロック・コンサート会場「サンダウン・センター（Sundown Centre）」としてリニューアルオープンしたが、わずか4ヶ月後に再び閉館。第二級指定建築物に指定されたこの会場も一時は取り壊しの危機に遭ったが、再開発計画は破棄され、その後は映画関連会社の販売店として利用された。
1981年に「フェア・ディール（The Fair Deal）」として再オープン。UB40が杮落し公演を行い、翌年にはザ・クラッシュがツアーのなかで使用したが、負債を抱えた会場はまたも閉館を余儀なくされる。1983年にサイモン・パークスがわずか1ポンドで購入し、ブリクストン・アカデミーとして再オープンさせた。熱心な音楽ファンだったパークスによって、ローリング・ストーンズ、ブルース・スプリングスティーン、ボブ・ディラン、デヴィッド・ボウイ、U2、レディオヘッドらがこの地に招かれた。その他エリック・クラプトン、ダイアー・ストレイツ、ポリスがリハーサルに使用し、ワムやカルチャー・クラブがミュージッククリップの撮影に使用するなど、次第に名会場としての地位を確固たるものにした。
1995年にパークスによって売却され、2000年には50万ポンドをかけて全面改装が施された。現在、運営元のAcademy Music Groupと携帯電話会社O2との提携により、O2アカデミー・ブリクストンを正式名称としている。

## ブリクストン・アカデミーで録音されたライヴ・アルバム
括弧内は録音年。映像作品を含む。

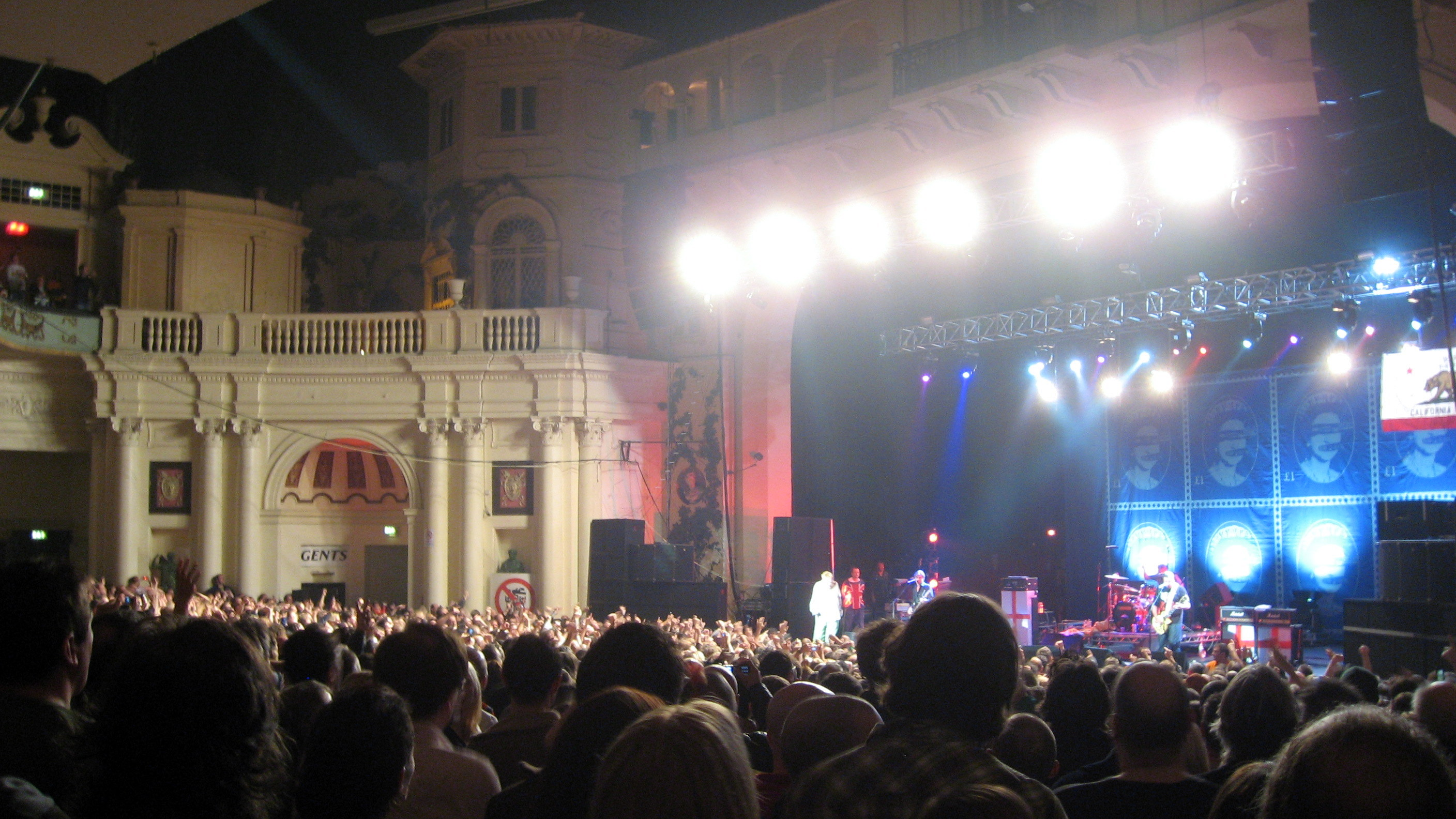
セックス・ピストルズのライヴ風景(2007年)

- ピート・タウンゼント - ディープ・エンド・ライブ (1985年)
- フェイス・ノー・モア - You Fat Bastards: Live at the Brixton Academy (1990年)
- ブライアン・メイ・バンド - Live at the Brixton Academy (1993年)
- セパルトゥラ - アンダー・ア・ペイル・グレイ・スカイ (1996年、発売は2002年)
- アタリ・ティーンエイジ・ライオット - Live at Brixton Academy (1999年)
- モーターヘッド - Live at Brixton Academy (2000年)
- マシーン・ヘッド - Hellalive (2001年、14曲中12曲)
- ジューダス・プリースト - Live in London (2001年)
- ストレイ・キャッツ - ランブル・イン・ブリクストン (2004年)
- ダイド - Live at Brixton Academy (2004年)
- グッド・シャーロット - Live at Brixton Academy (2004年)
- カサビアン - Live from Brixton Academy (2004年)
- クラフトワーク - ミニマム・マキシマム(2005年、英語版「The Model」収録)
- マシーン・ヘッド - Elegies (2005年)
- クイーンズ・オブ・ザ・ストーン・エイジ - Over the Years and Through the Woods (2005年)
- ブレット・フォー・マイ・ヴァレンタイン - The Poison: Live at Brixton (2006年)
- ザ・フラテリス - Edgy In Brixton (2007年)
- セックス・ピストルズ - There'll Always Be an England (2007年)
- ペンデュラム - Live at Brixton Academy (2008年)
- フェイスレス - Passing The Baton - Live From Brixton (2011年)
- BABYMETAL - LIVE IN LONDON -BABYMETAL WORLD TOUR 2014-(2014年)

## アクセス
ロンドン地下鉄
- ヴィクトリア線　ブリクストン駅（Brixton）より徒歩5分
- ノーザン線　ストックウェル駅（Stockwell）より徒歩10分